# جوني هيرست
جوني هيرست (بالإنجليزية: Jonny Hurst)‏ هو لاعب كرة قدم بريطاني، ولد في 11 يونيو 1966.